# Cabera monacaria
Cabera monacaria là một loài bướm đêm trong họ Geometridae.